# Silene bridgesii
Silene bridgesii là loài thực vật có hoa thuộc họ Cẩm chướng. Loài này được Rohrb. miêu tả khoa học đầu tiên năm 1867.